# 梅方
梅 方（漢音読み：ばい ほう、拼音：Méi Fāng、Mei Fang、1989年11月14日 - ）は、中華人民共和国・湖北省武漢市出身の元サッカー選手。元中国代表。現役時代のポジションはディフェンダー。

## 経歴

### クラブ
武漢光谷の下部組織出身。2008年にはストラスブール、ヴォルフスブルク、セルクル・ブルージュなどのトライアルを受験したが入団は叶わず、武漢卓爾に加入した。
2014年1月1日、移籍金が発生しないフリーで武漢卓爾から広州恒大へ完全移籍した。

### 代表
2014年6月18日のマケドニアとの親善試合で中国代表デビュー。2015年11月12日の2018 FIFAワールドカップ・アジア2次予選のブータン戦で代表初得点となる先制ゴールを挙げた。

## 代表歴

### 出場大会
- 中国代表
  - 2015年 - AFCアジアカップ2015 (ベスト8)

### 試合数
国際Aマッチ 24試合 1得点（2014年-2019年）
| 中国代表 | 国際Aマッチ | 国際Aマッチ |
| 年       | 出場        | 得点        |
| -------- | ----------- | ----------- |
| 2014     | 7           | 0           |
| 2015     | 12          | 1           |
| 2016     | 1           | 0           |
| 2017     | 2           | 0           |
| 2018     | 0           | 0           |
| 2019     | 2           | 0           |
| 通算     | 24          | 1           |

### ゴール
| #  | 開催年月日     | 開催地                               | 対戦国   | スコア | 結果 | 試合概要                               |
| -- | -------------- | ------------------------------------ | -------- | ------ | ---- | -------------------------------------- |
| 1. | 2015年11月12日 | 中華人民共和国, 長沙市, 賀竜体育中心 | ブータン | 1-0    | 12-0 | 2018 FIFAワールドカップ・アジア2次予選 |

## タイトル

### クラブ
広州恒大
- AFCチャンピオンズリーグ：1回 (2015)
- 中国サッカー・超級リーグ：5回 (2014, 2015, 2016, 2017, 2019)
- 中国サッカー・スーパーカップ：3回 (2016, 2017, 2018)